# أندرو بارتو
أندرو بارتو (بالإنجليزية: Andrew Barto)‏ هو عالم حاسوب ومهندس أمريكي، ولد في 1948.

## وصلات خارجية
- الموقع الرسمي